# Heliothis peltigera
Heliothis peltigera је врста ноћног лептира (мољца) из породице совица (лат. Noctuidae).

## Распрострањење и станиште
Врста је нативна за субтропска и медитеранска подручја Европе, Африке и Азије. Током летњих месеци мигрира северно. Насељава отворена, топла и умерено сува станишта.

## Биљка хранитељка
Гусенице се хране полифагно лишћем зељастих биљака из породица главочика (лат. Asteraceae) помоћница (лат. Solanaceae) и махунарки (лат. Fabaceae).

## Опис
Врста има неколико генерација годишње. Јаја се полажу при врху биљака, често на цветовима. Такво микростаниште погодује и гусеницама, те оне остају ту да се хране међу лабаво уплетеним свиленим нитима. Током развоја, основна боја интегумента је зелена, а касније добијају и светло црвена субдорзална поља. Кратке сете полазе са релативно равних основа. Дорзум и вентрум подељени су уочљивом светлом линијом, а читав интегумент маркиран је воема финим белим линијама, што је типично за потпородицу Heliothinae. Одрасле јединке имају распон крила до 40 милиметра, а варијабилно су обојени. Предња крила су светло смеђа и носе тамније, разливене маркације. Доња крила су тамна и оивичена белим рубом. Адулти мигрирају на север од маја до октобра, у зависности од географског подручја, где се хране нектаром многих цветница.